# 핵출력
핵출력(核出力, 영어: Nuclear weapon yield)은 핵무기가 폭발하였을 때 나오는 에너지의 양으로, 주로 TNT 환산상 킬로톤(kt), 메가톤(Mt), 또는 테라줄(TJ) 등의 단위로 산출한다. 일례로 히로시마에 투하된 리틀 보이의 핵출력은 12 kt에서 18 kt 정도였다. 역사상 가장 막강한 핵출력의 핵무기는 소련이 1961년 실험한 차르 봄바로, 50 Mt의 위력을 가졌다.
텔러-울람 설계와 같이 단계적으로 설계된 열핵무기의 경우, 핵물질만 충분하다면 이론상 가능한 핵출력은 제한이 없다. 그러나 핵출력의 규모가 커지면 탄두의 질량과 크기도 그만큼 커져서 운반하기 곤란해지고, 목표물을 파괴하는 것을 한참 초과하는 위력의 핵무기는 득보다 실이 많기 때문에, 전술적·전략적 효용성을 고려해 과도한 핵출력의 핵무기는 실전용으로 제작되지 않는다.

## 역사상 주요 핵무기들의 핵출력
| 날짜       | 핵무기 명칭                               | 핵출력 (kt) | 국가                   | 비고                                                                           |
| ---------- | ----------------------------------------- | ----------- | ---------------------- | ------------------------------------------------------------------------------ |
| 1945-07-16 | 트리니티                                  | 18–20       | 미국                   | 최초의 핵분열탄, 최초의 플루토늄 내폭형 핵무기                                 |
| 1945-08-06 | 리틀 보이                                 | 12–18       | 미국                   | 히로시마에 투하된 핵무기, 최초의 우라늄 포신형 핵무기, 최초의 실전 사용 핵무기 |
| 1945-08-09 | 팻 맨                                     | 18–23       | 미국                   | 나가사키에 투하된 핵무기, 플루토늄 핵무기, 두번째 실전 사용 핵무기             |
| 1949-08-29 | RDS-1                                     | 22          | 소련                   | 소련 최초의 핵분열탄                                                           |
| 1979-01-01 | W80 핵탄두                                | 150         | 미국                   | 토마호크 미사일                                                                |
| 1952-10-03 | 허리케인                                  | 25          | 영국                   | 영국 최초의 핵분열탄                                                           |
| 1953-08-12 | RDS-6                                     | 400         | 소련                   | 최초의 핵융합탄                                                                |
| 1954-03-01 | 캐슬 브라보                               | 15,000      | 미국                   | 최초의 건식 핵융합 열핵폭탄, 미국 역사상 최대 위력의 핵무기                    |
| 1955-11-22 | RDS-37                                    | 1,600       | 소련                   | 소련 최초의 열핵폭탄                                                           |
| 1995-10-01 | TN-75 핵탄두                              | 110         | 프랑스                 |                                                                                |
| 1997-01-01 | TNO 핵탄두                                | 100         | 프랑스                 |                                                                                |
| 1957-11-08 | 그래플 엑스                               | 1,800       | 영국                   | 영국 최초의 열핵폭탄                                                           |
| 1960-02-13 | 푸른 사막쥐                               | 70          | 프랑스                 | 프랑스 최초의 핵융합탄                                                         |
| 1961-10-31 | 차르 봄바                                 | 50,000      | 소련                   | 인류 역사상 최대 위력의 핵무기                                                 |
| 1964-10-16 | 596                                       | 22          | 중화인민공화국         | 중화인민공화국 최초의 핵융합탄                                                 |
| 1967-06-17 | 중화인민공화국 제6차 핵실험               | 3,300       | 중화인민공화국         | 중화인민공화국 최초의 열핵폭탄                                                 |
| 1968-08-24 | 카노푸스                                  | 2,600       | 프랑스                 | 프랑스 최초의 열핵폭탄                                                         |
| 1974-05-18 | 미소짓는 부처                             | 12          | 인도                   | 인도 최초의 핵분열탄                                                           |
| 1998-05-28 | 차가이-I                                  | 40          | 파키스탄               | 파키스탄 최초의 핵분열탄                                                       |
| 2006-10-09 | 2006년 조선민주주의인민공화국 핵 실험     | 2-12        | 조선민주주의인민공화국 | 조선민주주의인민공화국 최초의 플루토늄 핵분열탄                                |
| 2016-09-09 | 2016년 9월 조선민주주의인민공화국 핵 실험 | 10-30       | 조선민주주의인민공화국 | 가장 최근에 진행된 핵 실험                                                     |

## 같이 보기
- 핵무기 목록